# 黒魔女さんが通る!!シリーズの登場人物
石崎洋司による青い鳥文庫の作品『黒魔女さんが通る!!』およびそのスピンオフ作品である『黒魔女の騎士ギューバッド』『魔女学校物語』の登場人物について述べる。
当作品には、著者の石崎洋司が考案したキャラクターと、「読者キャラクター」と呼ばれる読者のアイディアを参考にして作られたキャラクターが登場する。このページでは、石崎が考案したキャラクターには名前の前に※印をつけて表記する。

## メインキャラクター
※黒鳥 千代子（くろとり ちよこ）
誕生日 12月25日 血液型 O型 星座 山羊座
本作の主人公。通称チョコ。オカルトマニア。運動も勉強も苦手なごく普通の女の子。
間違えてギュービッドを召喚してしまい、「黒魔女修行を一番の成績で終え、すべての魔力を捨てて普通の女の子に戻る」ことを目標に黒魔女修行をすることになる。物語は大抵、彼女の語りで進行する。
相手に合わせて興味がないことを話す事を面倒くさいと感じているため、基本的には一人でいることが好き。しかし、春の屋旅館の若おかみである、おっこ（関 織子） とはずっと仲良しでいたいと思っている。シリーズ初期には「人間が大嫌い」と語っていたが、ギュービッドらとの友情が深まるにつれて、情に厚く友達思いな一面も垣間見えるようになる。
運動神経はひどく、自転車には乗れず、50m走は12秒8、水泳は9級（小2並み）。勉強も不得手で、10点満点の漢字テストで3点以上を取ったことがない。整理整頓が苦手。
ファッションへの興味が全くなく、いつもオーバーオール（二着しか持っていない）を着ていて、髪型はおかっぱという地味な外見。ギュービッドからはしばしば「へちゃむくれ」と呼ばれている。しかし、ギュービッド曰くゴスロリを着ている姿はそれなりに可愛いらしく、同級生の麻倉や東海寺からは好意を寄せられている。
実は父方の祖母・黒鳥千香子がもともとティカという名前の黒魔女であり、彼女の魔力を受け継いで生まれてきていた。チョコ本人や千香子を含め、誰もそのことに長らく気づかなかったが、千香子の旧友のメリュジーヌは、チョコが赤ちゃんの頃にすでに黒魔女の素質があることを見抜き、彼女の魔力が悪い黒魔女や黒魔法使いに利用されることを防ぐため、自分の信頼できる教え子であるギュービッドをチョコが召喚するように仕向けていた。
シリーズ初期は突然やってきたギュービッドをうっとうしく感じており、彼女が早く魔界に帰ることを望んでいるような描写もあったが、シリーズが進むにつれて友情が芽生え、お互いに強く信頼しあうようになっていった。ギュービッドの傍若無人さやわがままに振り回されて苦労したり腹を立てたりするものの、彼女のことはなんだかんだで慕っており、インストラクターを他の黒魔女に変えられそうになった時には激しく動揺している。また、ギュービッドがピンチになった時に必死になって助けようとしたこともある。
ギュービッドの事を「ギュービッドさま」または「ギュービッド」と呼んでいる。
現在1級黒魔女。黒魔女修行はメグと原宿に行ったときに手に入れたゴスロリを着て行っている。普段の修行はいまひとつだが、潜在能力はかなり高いようで、ハイレベルの黒魔法「黒死呪文」を一発で完成しかけたこともある。
好きな食べ物はひじきと豆腐の味噌汁、アジの開き、茄子の煮浸し
一人称は「あたし」。
※ギュービッド
誕生日 エオスターラ（3月21日） 星座 鳩座
チョコのインストラクター黒魔女。常に黒革のコートを着ている。
銀色のショートヘアに黄色の目、白い肌の小顔が特徴のかなりの美形。チョコいわく「ボーイッシュな美人」で、作中で何回か男装している。自分の容姿には自信があるらしく、しばしば、「魔界一おちゃめで美しい黒魔女」と自己紹介している。
「〜だろ」「〜だぜ」といった男の子のような口調で話す。口が悪く、口論の際には「アホ、バカ、マヌケ、おたんこなす、すっとこどっこい、○○（状況に合わせた言葉で韻を踏む）」という「機関銃攻撃」を相手に浴びせる。
ペーパーテストは苦手だが、黒魔法の実力は高い天才肌の黒魔女で、学生時代に5段黒魔法である「ルキウゲ・ルキウゲ・ニグロマンテ」を成功しかけたり、難易度の高い呪文「ルキウゲ・ルキウゲ・トラスフォルマーレ」を使うことができた。しかし、魔女学校時代の態度の悪さなどが原因でインストラクター協会からの評価は低い。
学生時代は他校の生徒を殴って出席停止になったり、校長のメリュジーヌが飼っていたシーラカンスを殺すなどの問題行動をくりかえし、生活指導教員の濡烏からは目の敵にされ、後輩たちからは恐れられていた。しかし、親友だった暗御留燃阿が運動会で恥をかきそうになった所を救ったり、桃花・ブロッサムの短気な性格を直すためにダイナマイトをプレゼントするなど、優しい一面ももち合わせていた。そのため、同級生や桃花ら一部の後輩からの信頼は厚かった。
初恋の人は死の国の第2王子のエクソノーム。学生時代、教師として王立魔女学校に赴任してきた彼に好意を持ち、頼み込んで極秘にインストラクター契約を結んだものの振られてしまった。本人は振られた理由を「デートの時、持参したサンドウィッチを正式な方法とは逆向きに置いてしまったから」だと思いこんでいた（実際は、ギュービッドとエクソノームがインストラクター契約を結んだことを嗅ぎつけた暗御留燃阿がエクソノームを脅したことが原因である）。振られて以降疎遠になってしまったが、彼のことは想い続けている。
火の国王立魔女学校を卒業してからチョコのインストラクターになるまでの1年間は、元同級生の森川瑞姫の元で居候をしていた。
バービー人形、少女マンガの『なかよし』『別フレ』『地獄少女』『シュガシュガルーン』には目がない。また、昔話などの絵本も好き。ダジャレ、親父ギャグも好きで、シャレをとばしては自分で大笑いしている。『若おかみは小学生!』の春の屋旅館に住み着く「鈴鬼」と仲が良く、一緒にふざけることもある。
実家は雪深い山奥にあり、弟と妹がいるらしい。
現在2段黒魔女。裁縫が得意。水泳が苦手。字が非常に汚い。
一人称は「あたし」。チョコのことを「チョコ」または「へちゃむくれ」と呼ぶ。
桃花・ブロッサム（とうか・ブロッサム）
誕生日 ベルテイン（4月30日） 星座 兎座
ギュービッドの王立魔女学校時代の後輩（2学年下）で、チョコの妹弟子。ピンク色の目が特徴。ハイネックの黒革ノースリーブのワンピースを着ている。
しっかり者でまじめな性格だが、激怒するとポケットにあるダイナマイトを投げようとする過激な一面もある。どんな人に対しても敬語で話したり、優しい笑顔をみせるなど、愛想はとてもいいが、「そんなことも知らないんですかぁ」や「おっくれてるぅ!」などとチョコやギュービッドを小馬鹿にすることがよくある。また、後輩のニイカやマリー・ラティンスカに対しては、先輩として厳しい一面も見せる。
チョコのことを「おねえちゃん」、ギュービッドのことを「先輩」と呼ぶ（実際は桃花の方がチョコより年上で魔力も高いが、黒魔女の世界では、先に師匠に弟子入りした黒魔女が「姉」、後から弟子入りした黒魔女が「妹」になるというしきたりがあるため）。3段黒魔女。
火の国国王のプルトンから、4巻で魔力封印のぬいぐるみを装着せずに魔界から去った大形京の魔力を再び封印せよという命令を受け、5巻で人間界にやってきた。人間界と魔界を結ぶ通路が開くといわれているハロウィーンまで人間界に滞在する予定だったが、ハロウィーン以降も「大形の妹の大形桃」という設定で人間界に住み着き、第一小の2年2組の生徒として生活しながら大形を監視していた。12巻でグラシュティグに命じられ、大形の新インストラクター黒魔女になった。
火の国の小さな村・バダホス村 の農家の出身。実家はあまり裕福ではなかったが、努力家で真面目な性格を見込まれ、良家の子女が多く通う王立魔女学校に特待生として入学した。入学当初は家柄が裕福でないことや良家出身の同級生たちに比べて魔力が少ないことにコンプレックスを持っていたが、校長のメリュジーヌやルームメイトのマカズキン、ティアーに励まされ、少しずつコンプレックスを解消していった。成績の伸びを認められ、2年次には生活監督官に任命された。学生時代の得意科目は家庭科で、学校で1番の成績だったらしい。
メリュジーヌをとても尊敬しており、将来は彼女のような教師になりたいと思っている。
13巻で「恋して魔スカラ」を使って以来、村田草太郎に恋している。だが、『若おかみは小学生!』とのコラボ作品では、ユーレイのウリ坊が気になっていた模様。

## 第一小学校5年1組の生徒
チョコのクラスメイト。「6年1組 黒魔女さんが通る!!」1巻でチョコが6年生に進級したため、メンバーは変わらずに6年1組になった。 座席表は以下の通り。
| 窓/教壇 | 1列目  | 2列目  | 3列目  | 4列目  | 5列目  | 6列目      |
| ------- | ------ | ------ | ------ | ------ | ------ | ---------- |
| 1列目   | 桜田   | 麻倉   | チョコ | 東海寺 | 藍川   | 要         |
| 2列目   | 楠木   | 横綱   | メグ   | 出雲   | 如月   | 重         |
| 3列目   | 宮瀬   | 獅子村 | 向井   | 葉月   | 舞     | 土釜       |
| 4列目   | 百合   | 古島   | 美里   | 日向   | 鈴風   | エロエース |
| 5列目   | 伊集院 | 七福亭 | 霧月   | 速水   | 桜都   | 与那国     |
| 6列目   | 薫     | 大谷   | マリア | ショウ | 須々木 | 大形       |

※紫苑 メグ（しおん メグ）
誕生日 8月8日 血液型 B型 星座 獅子座
いつもブランド物のファッションに身を包んでいる派手な少女。
チョコとは幼稚園のころからの幼馴染で、小学校のクラスも1年生の時から一緒。チョコ曰く「腐れ縁」。
整った容姿の持ち主だが、かなりわがままで自己中心的な性格。自分が1番かわいいと思いこんでおり、しばしば自分のファッションを自慢している。彼女の言動に、チョコをはじめ、他の女の子が腹を立てることも多い。しかし、服がダサいことを馬鹿にされていた少女・普久芽田沙湖をかばうなどの優しい一面もある。
家はかなり裕福なようで、放課後や休みの日には原宿や渋谷等で洋服を買っているらしい。そのため、原宿のことはすべて知り尽くしている。
ファッションや洋服屋の名前、テレビ関係についての知識は博士級だが勉強は不得意。特に漢字が苦手で読み方がひどく、漢字テストで「ほんのいどう（正解：本の移動）」という問題を「本の井戸ー」と、「ー」をつけてまで間違えたこともある。
運動神経は良い方で、50m走は9秒3。ギュービッドに「ハデハデ女」と呼ばれている。一人称は「あたし」、「あたしぃ」。
※一路 舞（いちろ まい）
誕生日 9月14日 血液型 O型 星座 乙女座
5年1組の学級委員。女子の中で最も頭が良い、クラスを仕切る首領。つんとすました美人。
気が強く、何か提案したときは皆反対できない。嫌味の言い方も人一倍きつく、特に自分より男子に注目されるような女の子にはきつく当たる。
委員会を作ることが趣味で、何かあるとすぐに委員会を作ろうとする（全巻に彼女が考えた委員会が最低一つはある）。学級委員として、クラスの情報を出来るだけ多く集めようとしている。同じく学級委員である出雲響也をパシリにしている。
小島直樹が好き。ギュービッドに「ツンツン女」と呼ばれている。
※春野 百合（はるの ゆり）
誕生日 6月25日 血液型 O型 星座 蟹座
究極のぶりっ子。
かわいい容姿だが舞と並ぶクラスの実力者で、2人でクラスを仕切っている。自分より男子に注目されるような女の子を2人でねちねちといじめる。
やくざのファンで、その知識はかなりのもの。そのため、やくざの孫である麻倉良太郎に付きまとう鉄砲玉をみるとテンションがあがる。
人形のようなファッションに身を包んでいることが多い。このファッションは似たような服装をしている母親の影響を受けたものである。
三条ショウが好き。一人称は「百合」。ギュービッドに「ぶりっ子女」と呼ばれている。
※三条 ショウ（さんじょう ショウ）
誕生日 9月25日 血液型 A型 星座 天秤座
女子が取り合う美少年。
スポーツも勉強も出来て、誰にでも優しい。いつも当たり障りのない発言をし、誰が好きなのかを明かさない。
口癖は「みんな好きだよ」で、この口癖のために女子の間で争いが起こってしまう。一人称は「ぼく」。
※小島 直樹（こじま なおき）
誕生日 6月1日 血液型 O型 星座 双子座
通称エロエース。少年野球の不動のエース。ソフトボール投げは41m。
スケベな性格で、グラビアアイドルとミニスカートには目がない。
前野メリーという人物が作った「男なら 倒れるときも 前のめり」と書かれているうちわを持っていて、クラスの女子などのスカートを扇いでいる（メグが標的になることが多い）。また、「うん、○○（「ち」または「こ」で始まる言葉や文が入る）」という下品なギャグを連発している。これらのスケベな行為のために、よくマリア・サンクチュアリに鉄拳制裁を食らう。しかし、転校早々に舞や百合にいじめられていた羅門ルルをかばってやるなど優しい一面もある。
天ぷらが大好きらしい。うちわでミニスカートを扇ぐことを覚えている弟（弘樹）がいる。一人称は「おれ」。
※岩田 大五郎（いわた だいごろう）
誕生日 12月29日 血液型 A型 星座 山羊座
通称横綱。泣き虫で太っている少年。
極端に涙もろく、事あるごとに泣き出す。松岡先生がつけたあだ名は「食いしん坊バンザイ」。
実は小島直樹と同じぐらいエロい。小島直樹と同じく、メグのミニスカートがお気に入りの様子。しかし横綱の場合、チョコのスカートの中の方が気になる様子で、よくチョコのスカートをチラ見している。
妹（愛美）と弟（大助）がいる。一人称は「ぼく」。
東海寺 阿修羅（とうかいじ あしゅら）
誕生日 6月27日 血液型 A型 星座 蟹座
幸町のはずれの小さな古いお寺「東海寺」の息子で、陰陽道の修行をしている。
何かあったら率先して首をつっこむタイプの性格。
お寺の息子である自分には、チョコの「黒い魔力」とは対照的な「白い魔力」が備わっていると思い込んでいる。ギュービッドいわく「霊能力がゼロってわけでもなく、サイコロ二、三個気合いで積み上げられるくらいの力はある」らしい。
チョコのことが好きで、彼女をパートナーにするべく現在猛アタック中。そのため麻倉とは犬猿の仲である。
祖父・東海寺迦楼羅（とうかいじ かるら）には霊能力があったが父にはなく、信者たちが離れてしまったため、魔力を持っているチョコをパートナーにして2人で「東海寺」を立て直したいと思っている。
海音寺美珠亜という第二小学校の4年2組の子に好かれていて、美珠亜いわくお互いにテレパシーが使えるらしいが、実際のところは不明である。
ギュービッドからは「ちょっとだけ霊能力者」と呼ばれている。
麻倉 良太郎（あさくら りょうたろう）
誕生日 4月5日 血液型 B型 星座 牡羊座
やくざ組織「講談組」の組長を祖父に、おもちゃ会社「おもちゃのアサクラ」の社長を父に持つ少年。
父の代わりに組長の座を継ぐことになっている、未来の「講談組」の組長。いつも組の若い衆がついている。
言葉遣いが乱暴だが、本当はシャイ。チョコのことが好きで、将来、チョコを極妻にしようと現在猛アタック中。そのため東海寺とは犬猿の仲である。
実家はお金持ちで庭や家がとてつもなく広いが、やくざの家という雰囲気ではない。バービー人形のコレクションルームがあり、そのためバービー好きのギュービッドから気に入られている。
良子という妹がいるが、学校ではずっと一人っ子を演じていた。しかし、11巻で妹がいることがバレてしまった。天然気味の母親がいる。
大形 京（おおがた きょう）
誕生日 11月11日 血液型 AB型 星座 蠍座
いつも両手につけたぬいぐるみと会話している不思議な少年。語尾に「だねぇ」をつけて話すことが特徴。
その正体は強大な魔力を持つ美少年の黒魔法使い。亡き祖父・大形京太郎からの遺伝で、小さい頃から魔力があり、手を使わずに車のおもちゃを動かしたり、絵本の中の人たちを動かしたりなどのことができた（ただし、大形本人は魔力を生まれ持った理由を長らく知らなかった）。
幼稚園の時に黒魔女・暗御留燃阿（あんごるもあ）の弟子にさせられた。初めは楽しんで修行していたが、修業中に偶然友達を傷つけてしまったことがきっかけで黒魔法が嫌になり、修行を終わらせて離れようとした。しかし、両親を人質に取られて無理矢理修行を続けさせられた上、修行によって強くなりすぎてしまった大形の魔力に暗御留燃阿が恐れをなしたため、最終的には小学校入学の少し前に魔力封印のぬいぐるみをつけられ、魔力や意識を封印させられた状態で捨てられてしまった。その後はぬいぐるみの効果で修業に関する一切の記憶をなくし、さらに眠りに落ちたようなぼんやりとした意識状態で生活していたが、3巻にてチョコの黒魔法がきっかけで偶然ぬいぐるみが外れ、修業に関する記憶とはっきりとした意識を取り戻した。その後は暗御留燃阿と魔界への復讐に燃え、「魔界の王」になってすべての黒魔女を自分の支配下に置くことを目指すようになった。かつての自分と同じく黒魔法の修業をしているチョコに興味を持っており、魔界の王になった暁にはチョコと結婚して自分の妃にしたいと考えていた。また、5-1組メンバーの事は彼なりに大切に思っているらしく、彼らとも魔界で一緒に暮らしたいと思っていた。
3巻で初めてぬいぐるみが外れて以降ぬいぐるみが外れやすくなり、たびたび魔界を乗っ取ろうとしていた。そのたびにチョコやギュービッドによりぬいぐるみを装着させられ、再び魔力を封印されていた。5巻以降は、ぬいぐるみが外れていないかどうかの監視がしやすいように、ギュービッドの黒魔法でチョコの隣の家に引っ越させた。また、桃花・ブロッサムを大形の妹「大形桃」として大形家に住まわせ、さらに監視しやすくした。12巻からは桃花・ブロッサムが正式にインストラクター黒魔女になり、監視をしていた。
「6年1組 黒魔女さんが通る!!」6巻にて、チョコの呪文によって実体化した京太郎と出会い、自身の魔力が京太郎からの遺伝であることを告げられた後、どこかに連れていかれた。その後は京太郎のもとで再修業をしていたようであるが、「6年1組 黒魔女さんが通る!!」8巻にてチョコの前に現れ、「人の役に立つ事をする喜びを知れば、京はきっといい子に戻れる」という京太郎の意見に従って、人間界にある黒魔女のための大学・呪リア学園でアルバイトをしていることを明らかにした。
速水 瑛良（はやみ あきら）
誕生日 2月2日 血液型 A型 星座 水瓶座
授業は一回聞くと理解できる秀才。
三条ショウ並みの美少年だが、ミステリアスで近寄り難い雰囲気から女子の噂にも上がらない。
オカルトマニアで、休み時間は誰にも知られずに屋上でオカルト本を読んでいることが多い。だが、それらはインチキな本ばかりである（「なぞるだけでわかる○○」というタイトルの本が多い）。実際にオカルト絡みの出来事に遭遇すると腰を抜かす。オカルトクラブに所属しており、自分と同じくオカルトマニアであるチョコに好意を持っている。
赤い糸魔法の説明で、『赤い糸なんてもん見てどうすんだって気もするが、黒鳥のは見ておこうかな』といった趣旨の発言をしている。
前部長の銀金太退任後、17巻でオカルトクラブ部長になった。
3歳のときからバイオリンを弾いており、絶対音感がある。
藍川 結実（あいかわ ゆみ）
誕生日 2月26日 血液型 O型 星座 魚座
とても動物に好かれやすい少女。あだ名は「動物女王」。
優しくて面倒見が良いため、出会った動物は必ずついて来てしまう。動物だけでなく人間にも優しい性格である。家が団地で動物が飼えないため、近くの空き地に猫を放しており、毎日餌を与えている。
「グリーンピースなどをよける係」の一人。
伊集院 麗華（いじゅういん れいか）
誕生日 9月1日 血液型 A型 星座 乙女座
町で一番大きな病院の院長の娘。
頭に大きなリボンをつけ、値段の高そうな純白のドレスを着ている。体は病弱で体育の授業はほとんど見学。学校を休むこともある。存在感があまりなく、声が小さい。
じゃんけんが得意。手芸（刺繍やレース編み）、オルゴールの音色を聴くのが好き。百人一首も好きで、競技かるたの腕は相当のものである。
「グリーンピースなどをよける係」の一人。
出雲 響也（いずも きょうや）
誕生日 8月31日 血液型 A型 星座 乙女座
5年1組のもう1人の学級委員。
七三分けの髪型やグレーのブレザーと半ズボンに、白のワイシャツという服装など見るからに「まじめ」キャラ。
一路舞に頼まれたことには何でも応えるため、周りの人からは舞のパシリだと言われている。また彼自身も、舞の命令がないと何もできないと公言している。
桜都 愛花（おうと あいか）
誕生日 10月16日 血液型 B型 星座 天秤座
新聞部員。
いつもデジカメを持ち歩き、特ダネを狙って色々な人をスクープしている。8巻では、チョコもスクープされた。
11巻で、6年生の引退に伴い新聞部の編集長に就任した。
大谷 早斗（おおたに はやと）
誕生日 4月2日 血液型 B型 星座 牡羊座
少年野球チームで3番のレフトを務める少年。
私立中学から早くもスカウトが来ているほどの大物。だが、エロエースに劣らないスケベで女子から嫌がられている。また、エロエースと一緒になると言葉づかいが女言葉に変わってしまう。チョコからはエロエース、横綱とともに「エロエロトリオ」と呼ばれている。
要 陸（かなめ りく）
誕生日 12月23日 血液型 B型 星座 山羊座
私立探偵の父の影響で探偵を目指している少年。ソラマメのようなくりくりした目をしている。
「お父さんは名探偵」と呼ばれている。しかし父とは対照的な推理をするためにそのあだ名を嫌がっており、「和製エルキュール・ポワロ」か「お父さんも名探偵」と呼ばれたがっている。エルキュール・ポワロを目指していて、会話の中でフランス語を使える。休み時間に捜査という名目でいなくなることがある。
如月 星羅（きさらぎ せいら）
誕生日 1月4日 血液型 A型 星座 山羊座
占いマニアの少女。ホロスコープ、タロットカード占いなど、何でもこなすことができる。
当初、ギュービッドから「黒魔女のにおいがぷんぷんする」と言われていたが、これはチョコのゲイジング抜き打ちテストのために言っただけで、本当はただの人間である。
しゃべり方が時々五・七・五になる（本人いわく、守護霊が松尾芭蕉だから）。占いの結果もすべて五・七・五で言う。
霧月 姫香（きりつき ひめか）
誕生日 4月28日 血液型 A型 星座 牡牛座
グリム童話などのメルヘンが好きで、「メルヘン女王」というあだ名を持つ少女。
妖精などの存在を信じ、どんなこともメルヘンに結びつけてしまう。
グリングリンの縦ロールの髪型が特徴。クラスの女子の中で一番背が高い。
洋服はすべてメルヘンの登場人物がモデルのものを着ていて、6巻の遠足の日は白い霊体（エクトプラズム）のような服を着ていた。他にも、アルプスの少女ハイジの「ハイジ」や「クララ」の服を着たり、『眠れる森の美女』の服を着たりしていたこともあるという。
6巻では『ヘンゼルとグレーテル』の童話と結びつけ、迷子にならないようにとポップコーンを落としていったりするなど、ともかくメルヘンが好き。誕生日には庭にお菓子の家を再現してもらったらしい。
楠木 こころ（くすのき こころ）
誕生日 1月29日 血液型 AB型 星座 水瓶座
普段はとても大人しく、存在感がなく、声が小さい少女。しかし、たまに突然大きな声を出して周りを驚かすことがあり、そのせいでチョコにうるさがれたこともある。
クラスの雰囲気が悪くなったらこっそりとお花を飾っておくなど、心優しい一面もある。母親が有名な華道の先生らしい。
古島 真紅（こじま しんく）
誕生日 3月3日 血液型 A型 星座 魚座
植物が大好きな少年で、二学期に彼が「花と緑の係」になってからは教室に花が絶えない。
環境保護にも熱心で、ゴミの分別に力を入れている。
9巻で、座敷あらしによって生け贄にされそうになった。
「グリーンピースなどをよける係」の一人。
桜田 杏（さくらだ あん）
誕生日 5月14日 血液型 A型 星座 牡牛座
町一番の評判のケーキ屋「メープル・チャーム」の娘。
将来はパティシエになりたいと思っており、大人顔負けのおいしいデザートを作ることができる。デザート類のことになると目に炎が宿り、穏やかな性格から豹変する。
獅子村 貴海（ししむら たかみ）
誕生日 9月30日 血液型 O型 星座 天秤座
共働きの両親を助けるうち、家事が得意になった少年。特に料理の腕が天才的で、食べられる野草なども見分けられる。
中学2年生の姉と小学4年生の妹がいるが、姉は部活で忙しく、妹はアニメおたくのため家事は手伝わない。
いつでもどこでも料理ができるようにと、たくさんの調理器具を持ち歩いている。だが、5巻でマンドラゴラをウコンと間違えて料理しまい、大混乱を起こしてしまう。
「グリーンピースなどをよける係」の一人。
七福亭 笑多（しちふくてい しょうた）
誕生日 11月28日 血液型 O型 星座 射手座
有名な落語家・七福亭爆笑を父に持つ少年。
自身も落語家を目指すが、父の遺伝子がまったく受け継がれていないため寒いギャグでみんなをしらけさせる。しかし、なぜかギュービッドと「緑のおねえさん」こと華童亜沼にはウケていた。
鈴風 さやか（すずかぜ さやか）
誕生日 4月14日 血液型 O型 星座 牡羊座
運動会直前に千葉県から校してきた、とても運動神経が良い少女。
女子の中でNo.1の運動神経を持ち、足は男子並に速い（50メートル走は7秒7）。いつも髪を三つ編みにし頭に赤いはちまきを巻いている。前に住んでいた千葉県の「大漁堂」で買った「オカメ学生服」製の体操服を着ている。
豪快かつ真面目な性格で、しゃべり方が男子っぽいが、病気の兄を気遣い、兄のためなら何でもするという優しさを持つ。そこを暗御留燃阿につけこまれてしまい、命を落としそうになったことがある。
ソフトボール投げは41.5メートル（この記録は、エロエースの記録を0.5メートル上回っている）。しかし、これは黒魔法による効果だった。
須々木 凜音（すすき りんね）
誕生日 4月7日 血液型 A型 星座 牡羊座
第一小に入学以来、大形とは1年生の時からクラスが同じで、その大形の魔力封印のぬいぐるみの影響で数々の不運な目に遭っている少女。
普段は大人しく、いつも気の弱そうな顔でうつむいているが、調子がいい時は明るいキャラに変貌してしまう。
50メートル走のタイムは9秒5と、まずまず良い方である。
鈴木 薫（すずき かおる）
誕生日 5月30日 血液型 B型 星座 双子座
驚異的な読書家であり、ありとあらゆる知識を持つ少女。
人の話に割り込み、手に入れたウンチクをかたむけるのであだ名は「ウンチク女王」。眼鏡をかけている。
鈴木 重（すずき じゅう）
誕生日 5月30日 血液型 B型 星座 双子座
鈴木薫の双子の弟。
姉が披露したウンチクをノートに書き留めては「ねえちゃん、すごい!」と叫ぶ。
6巻以降は薫の登場する場面でいつも一緒に出てくる。
このセリフを松岡先生やチョコに取られたこともある。15巻でチョコにセリフを取られた時は、平将門について詳しく解説した速水瑛良に対し、いつものセリフを彼に使い（「瑛良くん、すごい! メモメモ」）、出番を取り戻していた。
土釜 はやて（つちがま はやて）
誕生日 7月10日 血液型 O型 星座 蟹座
「三月うさぎの時計店」という骨董屋の息子。
古い物好きで、しゃべり方が昔風。時代劇ファンで、みんなにオヤジ扱いされている。売り込みがうまい。
店には『なかよし』が付録つきで全巻揃っていて、バービー人形も置いてある。店名の由来は、元々時計店だったことから来ている。
葉月 星夜（はづき せいや）
誕生日 10月30日 血液型 B型 星座 蠍座
いつも寝ている少年。
夜中に起きているため、授業中、さらには給食中も寝ている。
趣味は天体観測。いつも夜通し飛行機公園の楠に登って空を見ているので、その楠に取り憑いていたフェアリーオークに取り憑かれたこともある。夕方の五時半になると、天体観測の準備を始めるため昼間と違い元気になる。彼いわく、この時間帯は「元気いっぱいの朝のようなもの」。
日向 太陽（ひなた たいよう）
誕生日 6月13日 血液型 O型 星座 双子座
何事にも熱い少年。しかし、熱い性格すぎてみんなに煙たがられている。
口癖は「ガッツ!」だが、飼育小屋の掃除の時、ウサギがおびえて病気になりかけたことがあったため、先生に止められたことがある。
エロエース以上の運動神経を誇り、市の小学生陸上大会で総合優勝したことがある（50メートル走は7秒3）。
マリア・サンクチュアリ
誕生日 8月26日 血液型 B型 星座 乙女座
父が中国人でカンフーの達人、母がイギリス人である国際人。
日本に来て二ヶ月半なのに日本語が大体話せるというトライリンガル。カタコト交じりの日本語を話し、セリフはカタカナで表示されることが多い。
カンフーなどの技（たまに空手が混じることがある）を多数持っていて、エロい男子などを見つけると退治しようとする正義感の強い性格。小島直樹が標的になることが多い。
美里 雷香（みさと らいか）
誕生日 11月24日 血液型 O型 星座 射手座
何か言われても、それが悪口だとはまったく気付かない能天気少女。
竹を割ったような性格で、くよくよ悩むことが無い。足が速く、料理も上手いらしい。50メートル走は9秒4。バレンタインのチョコレートに関しては「女子の命」と言い、能天気ではなくなり、燃える。与那国治樹のことが好きらしい。
宮瀬 灯子（みやせ とうこ）
誕生日 3月9日 血液型 AB型 星座 魚座
小さいころに亡くなってしまった母親の代わりに弟・雄一や妹・小夜子、朋美の世話をする、心優しい女の子。そのため、愛称は「専業主婦は小学生!」。
みんなから尊敬される立派な性格だが、UFOキャッチャーやしりとりなどゲームをする時は性格が一変し、目がつり上がる。演歌ファン。獅子村貴海のことが好き。
3巻にて、チョコにギュービッドの幻プロジェクター魔法で作られた「きつね伝説の里 九尾温泉」に温泉旅行に連れて行かれた。
向井 里鳴（むかい りお）
誕生日 7月6日 血液型 O型 星座 蟹座
5年1組で一番小さい女子。どんぐりおめめをしている。
とんでもないお菓子好きで、どんなお菓子かを匂いを嗅ぐだけで当てられる。お菓子に気を取られ、迷子になることもある。「里鳴、お菓子、だぁいすきぃ!」が口癖。
与那国 治樹（よなぐに はるき）
誕生日 7月25日 血液型 B型 星座 獅子座
速水と並ぶ秀才で、眼鏡フェイスのパソコンオタク。色々な機械を本を読みながら操作している。
6巻では「PDA」（パーソナル・デジタル・アシスタントの略）を操作しながら山道を歩いていた。

## 第一小学校の生徒・職員
麻倉 良子（あさくら りょうこ）
2年2組の生徒で麻倉良太郎の妹。兄のことが大好き。
妹の存在を知ったらチョコが離れるだろうと考えた良太郎から、「学校では一人っ子ということにしておいてくれ」と頼まれていた。そのため、家に帰る道を遠回りする等、苦労していた様子。
チョコを「魔性の女」としてライバル視している。11巻で海音寺美珠亜と共に、チョコに決闘を仕掛けた。
夢野 永遠（ゆめの とわ）
2年2組の生徒。父は大企業の社長、母は大学教授というお嬢様。
興奮すると、父の部屋から持ち出してきたライフルを振り回す。口癖は「運命ですぅ!」。
8巻にて、吸血鬼の聖水十字架に血を吸われてしまう。
村田 草太郎（むらた そうたろう）
2年2組の生徒。ヘビやカエルが好きな男の子。
「恋してマスカラ」を使った桃花が恋に落ちた相手である。
岩田 小五郎（いわた こごろう）
2年2組の生徒で横綱のいとこ。あだ名は「大関」。
夢は「王子様になること」で、義理チョコ王子（義理チョコ委員会のメンバー内で、最も多く義理チョコを得た者に贈られる称号）になるために少しでも多く義理チョコを得ようと奔走する。
実家は呉服店で、13巻では黒雷毬音が洗い張りに出していた着物を彼女のもとに届けようとしていた。
普久芽田 沙湖（ふくがだ さこ）
4年1組の生徒で「ファッションの店・フクガダ」の娘。その名の通り、服がダサい女の子。
服は店の商品の売れ残りをリフォームして作っているらしい。メグのファッションアドバイスを受けている。チョコのゴスロリに憧れていた。
室図 穂（むろと みのる）
5年2組の生徒で図書委員。あだ名は「図書少女」だが、本人は「図書室女王」と呼ばれたがっている。
幼稚園ではチョコやメグと同じクラスだった。存在感が薄い。チョコに図書委員をやらないかと誘いにきた。
泡多田 志井子（あわただ しいこ）
5年2組の学級委員。
15巻で一路舞と生徒会長の座をめぐり、選挙で戦う。その結果、圧倒的な大差で完敗した。選挙に負けて落ち込み、その結果が二位で「二位か……」とつぶやいていたため、「ニイカ……」と言っていると勘違いしたニイカを、志井子自身はそうとは知らず、人間界へ呼び寄せてしまった。
丹波 鈴（たんば りん）
5年2組の生徒。
その日の出来事を適当な歌詞とメロディでタンバリンを叩きながら歌う。
花野 言葉（はなの ことは）
5年2組の生徒。
花屋の娘で、花言葉のことなら何でも知っている。生け花クラブに入っており、こころとは友達同士。
清水 紫（しみず ゆかり）
5年2組の生徒で百人一首クラブの次期部長候補。がっちりとした体格の持ち主。
現部長の大納言式部が部員ではない伊集院麗華を次期部長にと望んだため、自身が正式に部長になるべく、そして麗華の入部を阻止すべく「卒業記念・百人一首かるた大会」（部長決定戦）で麗華と勝負する。
中都 反花（ちゅうと はんか）
6年1組の生徒で、現在の生徒会長。
髪型や服装を初めとして、色々なものが中途半端。しゃべる時は最後まで言わず、中途半端なところで切ってしまう。
銀 金太（しろがね きんた）
6年1組の生徒で将棋クラブ（正体はオカルトクラブ）の部長。将棋の駒のような顔で（本人もそれを自覚済み）、ギュービッドに「将棋の駒の妖怪」と呼ばれた。
5年生の時、バレンタインデーに義理チョコを13個もらったことがある。
大納言 式部（だいなごん しきぶ）
6年1組の生徒で百人一首クラブの部長。桃色の着物に紺の袴姿でいることが多い。
次期部長となる清水紫の強引な性格を不安に思っていたところ、優しい性格で競技かるたの腕も申し分ない麗華の存在を知り、彼女を部長にしようと考えた。その考えを実現するため、チョコに協力を依頼する。
藤原 遊馬（ふじわら ゆま）
6年2組の生徒で図書委員長。クールビューティ。舞が恐れるほど怖いらしい。
「先輩」と言われるのが嫌で「委員長」と呼ばれたいらしい。チョコを「あやしげな魔法少女」と呼んでいる。語尾に「くださる?」をつけて話す。そのため、ギュービッドやチョコ、青い鳥文庫公式サイト内の石崎に「クモザル」と言ってからかわれている。
※きみえ
チョコの後輩で第一小の2年生。
台詞にやたら「!」が多い。チョコによく、「残念ですね! チョコ先輩!!」と言っている。
その正体は黒魔女で、ギュービッドがチョコのインストラクターになる前に、チョコに取り憑いて彼女を弟子にしようとしていた。しかしギュービッドらの行動により、チョコに取り憑くことに失敗した。
15巻では、巻末のコーナー「書斎に<あの人>がやってきた……」で悪魔情に化けて登場していた。
※松岡先生
チョコのクラス5年1組の担任。下の名前は「祐造（ゆうぞう）」。
自称「熱血イケメン教師」。自分で感動的な台詞を言っては、自分で酔っている。口癖は、「お前たちの悲しみは俺の悲しみ」と、「生徒と心を通わせられるのは俺だけだ」。しかし実際のところは生徒の支持は低く、いじめを助長するような言動を取るなど、いい教師とは言い難い人物。1巻では横綱やメグに対するデリカシーのない態度が原因で、チョコとギュービッドにこてんぱんにシメられた。
食べ物の好き嫌いが激しく、特にグリーンピースと魚が苦手。理由は「グリーンピースは食べると爆発する」、「魚は海で泳いでればいい、水中生物が上陸するなんて人類への侵略」。そのため、5年1組には箸使いが上手な生徒（女子は藍川結実、伊集院麗華、男子は古島真紅、獅子村貴海）が務める「グリーンピースなどをよける係」が存在する。
美人に弱く、暗御留燃阿や清井ほたるなどに一目ぼれしている。夜は六本木のダンスクラブに行って踊り明かしている。
※根本教頭
第一小学校の教頭先生。
変人ぞろいで騒がしい5年1組を目の敵にしており、厳しい指導により5年1組の生徒たちを模範的な生徒にすることを目指している。
※谷口先生（たにぐち せんせい）
2年2組の担任。下の名前は「朋子」で、あだ名は「谷やん」。
とにかく声が異常に大きいことで5年1組以外の生徒の間で有名で、その声量は苦情が出るほどである。
衣袋 寛三（いぶくろ かんぞう）
第一小の4年生から6年生の理科の指導を担当している理科専科の先生。
授業の内容がおもしろい上にイケメンで、生徒に人気がある。あだ名は「寛三」。
慣用 くみ子（かんよう くみこ）
第一小の校長先生。優しく穏やかな性格で、笑みを絶やさない。
朝礼、始業式、終了式等で「校長先生のお話」がある時は、必ず慣用句を用いて話す。
※小森真由（こもり まゆ）
第一小学校の音楽の先生。小柄で可愛らしい外見をしており、男子に人気がある。
実は魔界出身の女性だが、人間界が好きになったために人間界に住み着いて音楽教師として働いていた。
清井 ほたる（きよい ほたる）
教育実習のためにチョコのクラスに来た女子大生。
得意科目は理科で、大学では地球物理学を専攻している。美人でスタイル抜群のため、5年1組の男子はくらくらになってしまう。

## その他の人間界の人物
海音寺 美珠亜（かいおんじ みしゅあ）
「海音寺」という寺の娘で、第二小学校4年2組の生徒。両親が霊能力者である。
東海寺のパートナーを自称し、彼とは赤い糸で繋がっており、互いにテレパシーが使えるとを公言している。麻倉良子同様に、チョコを「魔性の女」としてライバル視している。11巻で良子と共にチョコに決闘を仕掛けた。
佐藤 太郎（さとう たろう）
身長、体重、50m走のタイムなど、すべてが平均で揃っている少年。
名前も平凡中の平凡。第二小学校4年2組の生徒で、海音寺美珠亜と同じクラス。
グミ
メグの飼っている犬。性格もメグに似て自己中心的。言葉遣いが古風。
メグの世話がおおざっぱで嫌になったので、家出を計画中。近所の猫から「藍川結実という女の子が面倒見が良い」という情報を仕入れ、しばらく結実の所にいたらしい。
井江田 照蔵（いえた てるぞう）
チョコの住んでいる町に住む大工。
一人暮らし。大工だが高所恐怖症である。町内会長を務めている。
一大爺（いちだいじい）
6年1組版3巻に登場した、なにかというと「一大事だ〜」とさけぶ、白いひげのおじいさん。
『一大爺』という名前は、井江田照蔵がつけたあだ名で、本名は不明である。
誤字脱爺（ごじだつじい）
6年1組6巻に登場した、顔も体もまんまるとしたおじいさん。
井江田照蔵の幼なじみで、小学生のころから漢字の間違いが多く（例 赤毛のアンのおばけの森で肝試し → 若はげの兄ちゃんの肝試し）、そのせいで『誤字脱爺』というあだ名をつけられた。本名は『五味達治』。
※黒鳥 伊蔵（くろとり いぞう）
チョコの父方の祖父。サツマイモ農家を営んでいる。楽観的で何が起きても良い方に捉える性格。
鼻は押しつぶしたように丸くてぺしゃんこ、目はたれ目で、半分周りのお肉に埋もれている。メリュジーヌ曰く、「動くへちゃむくれの見本みたい」な外見。
王立魔女学校時代のティカとギューバッド、メリュジーヌは人間界実習にて、黒魔術を使って伊蔵を呪い、憎しみの気持ちを植え付けるという課題を出されていたが、伊蔵は楽観的過ぎる性格故に何が起きても落ち込まなかったため、ギューバッドやメリュジーヌを苦戦させた。最終的には伊蔵の明るさに心を動かされ、恋心を抱いたティカが彼を呪うことを断念したため、無事に呪われずに済んだ。

## 火の国王立魔女学校の関係者
暗御留燃阿（あんごるもあ）
誕生日 ジャンヌ・ダルクと同じ（1月6日） 星座 蛇遣い座
ギュービッドの元同級生で、かつての親友。大形京の元インストラクター。
王立魔女学校をトップの成績で卒業したエリート黒魔女で、いつもグレーのスーツを着ている。切れ長の目元にゆで卵のようなつるんとした肌、ゆるくウェーブのかかったロングヘアを持つ美女。
貴族の娘。子供時代に私立ブラックウィッチ学園の初等科を受験しているが、失敗している。王立魔女学校時代は問題児だったギュービッドとは対照的な優等生で、先生の信頼も厚く、後輩からも慕われていた。二年次には生活監督官、三年次には高等女司祭に任命された。しかし内心では黒魔法の実力はギュービッドに敵わないことに気が付いており、彼女の才能に嫉妬していた。
卒業後は出世のためならば手段を選ばない「出世の鬼」となり、数々の悪事を重ねた。卒業後、当時幼稚園児だった大形京に黒魔法使いとしての素質があることを見出し、弟子にした。しかし、大形の両親を人質に取るなど強引な修行をした上に、修業をするうちに大形の魔力が自分の魔力を超すことを恐れるようになり、結局は大形の魔力を封印したうえで彼を捨てた。そのため、大形からは非常に恨まれている。
3巻でチョコの黒魔女としての素質に目をつけ、ギュービッドから取り上げようとするも失敗した。6巻で自身の出世のために鈴風さやかの命を犠牲にしようとした上、7巻でそれを止めようとしたギュービッドを指名手配に陥れ、さらに母校である火の国王立魔女学校を裏切り、敵対する私立ブラックウィッチ学園の味方についたりした。しかし、7巻でこれらの悪事が明るみに出て、5段黒魔女だったが初段黒魔女にまで降格させられてしまった。
12巻で極悪黒魔女を食う魔物・ベルゼブルに喰い殺されそうになるが、チョコやギュービッドによって助けられる。その際にグラシュティグにより初段黒魔女から7級黒魔女に再び降格され、さらに元同級生の森川瑞姫の元で再修業することを命じられる。それ以降は心を入れ替え、森川の元で再修業しながらチョコやギュービッドに協力している。
人間界で活動するときは「安藤もえ」という偽名を使っている。
森川 瑞姫（もりかわ みずき）
誕生日 マーボン（9月21日） 星座 琴座
ギュービッドの元同級生。そばかすと三つ編みが特徴的な、赤毛のアンに似た容姿をしている。
王立魔女学校を卒業後、定職につかないギュービッドを心配し、しばらく面倒をみていた。また、カリスマ的な商才を持つ死霊「屍」のもとでアルバイトをしていたこともある。
4巻では魔界グッズを取り扱うログハウス「森川瑞姫の店」を営んでおり、ギュービッドたち魔女学校の卒業生のたまり場にもなっていた。7巻ではその店を魔界警察の手により燃やされてしまうが、11巻で第一小学校前に、人間向けの文房具や人間界にいる黒魔女向けの魔界グッズを取り扱う店「モリカワ」を出店した。
釜飯の容器を気に入る変わり者。
黒雷 毬音（こくらい まりね）
誕生日 ユール（12月22日） 星座 御者座
ギュービッドの元同級生。
魔界小学校の教師で、黒雷組という暴走族の一員でもある。いつも日本髪を結い、極妻も真っ青になりそうな真っ黒い着物（黒雷組の衣装）を着ている。
柄が悪く、言葉遣いも悪いが性格は優しい。ギュービッドとは金蘭（欗）の交わりという強い絆で結ばれている。12巻で森川、桜田とともに、暗御留燃阿の再教育係に任命される。その後は人間界で暮らしているようである。私立ブラックウィッチ学園出身の暴走族、ギュイヨンから目の敵にされている。
桜田 桃香（さくらだ ももか）
誕生日 バービーと同じ（3月9日） 星座 アンドロメダ座
ギュービッドの元同級生。
縦ロールの髪型が特徴。おしゃれ魔法（ルキウゲ・ルキウゲ・モモカッターレ）が得意なドハデ黒魔女で、女子力が高い。他人からは「ピーチ」と呼ばれたいらしい。趣味は料理とバービー人形集め。
王立魔女学校卒業後は、テレビショッピングに出演していた事もある。
その派手ないでたちにより、12巻でチョコから「王立魔女学校バージョンのメグ」に認定された。また、森川、黒雷とともに暗御留燃阿の再教育係に任命された。
ウィル・レイス
ギュービッドの元同級生。人間界の様子を探る魔界のスパイ。
4巻にて大形が火の国を支配していた際、チョコや5年1組を魔界へ導く役を命じられ、バスガイドの「千野香」に成りすましていた。しかし彼らの姿を見て心変わりし、大形を裏切る。
7巻ではレオナール伯爵により、王立魔女学校の卒業生であることを理由にスパイの仕事をクビにされてしまっていた。
エレオノーラ
ギュービッドの1学年下の後輩であり、桃花・ブロッサムの1学年上の先輩。
とても背が高く、男子のような外見をしている。生活監督官、高等女司祭を歴任した優秀な黒魔女。
貴族の娘。火の国のど田舎・ヘレス村 の出身。昔は実家はヘレスの領主で、今でも父親は村一番の大地主。父方の祖母は火の国王立魔女学校出身の元黒魔女で、火の国王立魔女学校で教師をしていたこともあるらしい。祖母からゆくゆくは校長になることを期待されており、勉強に専念するため、長期休暇中ですら帰省することを禁止されていた。
ティアー
桃花・ブロッサムの元同級生で、元ルームメイト。
「黒魔女しつけ協会」の会長であるグラシュディグの娘。おっとりとした性格で、「〜ですわ」「〜ですの」という話し方をする。歳の離れた兄がおり、とても慕っている。勉強は苦手だが手先は器用で、手芸が好き。主に桃花を主人公とした外伝「魔女学校物語」に登場する。
マガズキン
桃花・ブロッサムの元同級生で、元ルームメイト。マガスキー男爵の娘。学生時代は童話作家を目指していた。
「6年1組 黒魔女さんが通る!!」の4巻にて、王立魔女学校を卒業後に夢をかなえて童話作家になったことが桃花の口から語られた。主に桃花を主人公とした外伝「魔女学校物語」に登場する。
ミルフィーユ
火の国王立魔女学校3年生でメリュジーヌの孫。一路舞にそっくりな外見をしている。生活監督官。
桃花が在学中は、先輩に舐めた態度をとったり、私立ブラックウィッチ学園の生徒と喧嘩をしたりするなど問題児だった。また、問題を起こしてもメリュジーヌに大目に見てもらえることの多い後輩のニイカを妬ましいと思っていた。そのためニイカが冬期講習の課題を解くのを邪魔したりしていたが、12巻でメリュジーヌに「誤解させてしまい悪かったが、ニイカをひいきしているわけではない」と言われたことで目が覚め、仲直りした。
ニイカ
誕生日 リーザ 星座 子犬座
火の国王立魔女学校の生徒。ギュービッドの大ファンで、彼女のギャグなどを真似ている。
12巻にてダメ黒魔女として冬期講習に参加し、同じく冬期講習に参加していたチョコと出会う。14巻の後、冬期講習を通じて仲良くなったマリー・ラティンスカと文通をしていた。15巻で5年2組の学級委員、泡多田志井子に召喚されたと勘違いし、人間界へ行く。
濡鳥（ソーククロウ）
火の国王立魔女学校の生活指導の先生。1年生の授業では「黒魔法基礎」を担当している。
とても厳しいことで有名で、烏に化け闇に紛れて生徒を監視し、校則違反者を見つけた場合は、その者に対し校訓を千回書いて提出させるという罰を与える。提出が遅れた生徒を、黒魔女を食らうとされる悪魔ベルゼブルが住む「トフェトの谷送り」にすると噂されている。
大のムーミン好きという意外な一面を持っており、魔女学校時代のギュービッドと暗御留燃阿にそのことを知られてしまった。それ以降ギュービッドが問題を起こすたびに暗御留燃阿が濡烏へムーミングッズを贈るようになり、それによりギュービッドは罰を逃れていた。しかし、後にこの方法を他の生徒たちも真似たため、立腹したメリュジーヌにより校内へのムーミングッズ持ち込み禁止、およびこの事実を口外した者の追放、口外した者が卒業生の場合は魔女学校卒業資格の剥奪に処することが宣言された。
部谷野 純子（へやの すみこ）
火の国王立魔女学校の職員で、魔界図書館の司書を代々務めるカイム一族の子孫。本人は743代目の魔法図書館司書。
本について聞かれた事は何でも答えてしまう（カイム一族にはそのような黒魔法がかけられている）。部屋の隅にいるような名前だが、実はそうではない。
※メリュジーヌ
火の国王立魔女学校の校長先生。
威厳があるが愛情深い性格。階級は黒魔女の最高位の7段。実家は王宮の裏門を警備している死霊の頭である魔神第三階級で、あまり高い身分ではない。
普段は黒魔女の姿だが、実は週に一度姿が変わる魔妖精の仲間で、毎週土曜日になるとヘビの姿になる。魔妖精は自分が妖精であるときの姿を見られたら、その人と別れなければいけないというしきたりがあり、一度、大切に思っていた人にヘビの姿を覗かれてしまい別れた過去を持つ。
ギュービッドの大伯母・ギューバッドとチョコの祖母・ティカとは王立魔女学校時代の同級生だった。当時は魔妖精であることや実家の身分が低い事などにコンプレックスを抱いており、おとなしく内気な性格で、いいとこのお嬢様にからかわれておもしろ半分に学級委員長に選ばれてしまっていた。ティカが魔界を追放された後、ギューバッドと悪霊の国の「ニーニョ・ネグロ探し」に巻きこまれ、悪霊の国国王のラムエルテと戦った。悪霊の国で子供たちに黒魔術を教えたことを通じて、教師の仕事にやりがいを感じるようになった。戦いの終結後、学校に帰るよりも広い世界で冒険したいというギューバッドの気持ちを察し、彼女の意思を尊重して一人で火の国王立魔女学校に帰った。その後、火の国王立魔女学校研究科へ進学し、先生になるための勉強を始めた。
チョコが赤ちゃんの頃、彼女に黒魔女の素質があることをすでに見抜いていていた。チョコの魔力が悪い黒魔女や黒魔法使いに利用されることを防ぐために、自分の信頼できる教え子であるギュービッドをチョコが召喚するように仕向けた。
生徒にはよく気を配っていて、ギュービッドが魔女学校時代に「ワイン蔵の抜け道」を使って学校を抜け出していたことも知っていた。
既婚者だが、夫に関する情報は謎に包まれている。息子は王宮配給室長のディエゴ。
名前と魔妖精の設定はフランスの架空の妖精メリュジーヌから。
黒鳥 千香子（くろとり ちかこ）/ティカ
チョコの父方の祖母。茨城県で農家を営んでいる。ホシイモを大切にしている。
もともとは魔界生まれで、魔界での名はティカ。父は男爵で、元3級黒魔女である。若い頃はチョコに顔が瓜二つで、「友達付き合いは面倒。図書館で本を読む方が好き」という、チョコとそっくりな性格だった。
王立魔女学校時代は学年トップの優等生だったが、ギューバッド、メリュジーヌと3人で行った人間界実習の際、呪う相手として指定された人間・黒鳥伊蔵に恋をしてしまい、人間として生きる道を選んだため、魔界を追放された。このエピソードから「伝説の愛の黒魔女ティカ」と呼ばれるようになり、魔界の女子の憧れの的になった。
魔界を追放された後に「黒鳥神社」を造り、メリュジーヌたちとこっそり会っていた。
7巻では不思議な霊感でチョコを気遣った。
※ギューバッド
ギュービッドの大伯母で涙の国の女王。
学生時代はギュービッドにそっくりな外見で、銀髪のショートカットをツーサイドアップにしていた。問題児だったが、実技の才能は抜群だった。
ティカやメリュジーヌと3人で行った人間界実習の際に、ティカが黒鳥伊蔵に恋をしていることを見抜き、ティカの恋心を尊重して彼女を人間界に残し、メリュジーヌと二人で魔界に帰った。
ティカが魔界を追放された後、メリュジーヌとともに悪霊の国の「ニーニョ・ネグロ探し」に巻きこまれた。高いカリスマ性を発揮して悪霊の国の騎士たちを導き、悪霊の国国王のラムエルテと戦った。戦いを通して、自分には学校に残るよりも広い世界で冒険する方が性に合っていると感じるようになり、戦いの終結後は王立魔女学校に残って勉強を続ける選択をしたメリュジーヌと別れた。
その後は消息不明扱いになっていたらしく、元同級生のサティリコでさえ、10巻で再会するまで45年間消息を知らなかった。また、ギュービッドは母親から「大伯母さんは、王立魔女学校を卒業してすぐ、魔界を追放された」と聞いていたらしい。
松野 サチコ（まつの サチコ）/サティリコ
学校の裏の家に一人で住んでいて、下校する小学生や飛行機公園で遊んでいる子供たちにキャンディを配ってくれるおばあさん。ほつれた白髪頭で、よれよれのジャージを着ている。
正体は魔界の黒魔女で、名はサティリコ。かつては火の国王立魔女学校の生徒で、ティカやギューバッド、メリュジーヌとは同級生だった。期末テストで学年一位になったお祝いに、当時の校長であるデスカ先生から竹製のたて笛のような棒「千里眼」を贈られ、以後、それを用いてどんなことでも見抜いてしまう（ただし、自分のことしかわからない）。
大の宝塚歌劇団ファンで、若いころはよく劇場に足を運んでいたらしい。
※デスカ
メリュジーヌ、ギューバッド、ティカ、サティリコの王立魔女学校時代の担任の先生。語尾に「ですか」をつけることが特徴。

## 死の国の関係者
※エクソノーム
元火の国王立魔女学校の教師で、死の国の王の次男。ギュービッドの初恋の相手。容姿はウシそのものだが、王族らしい上品な物腰。
教師時代は、3年生の卒業実習で人間に取り憑く方法を教えていた。学生時代のギュービッドと極秘にインストラクター契約を結んでいたが、そのことを嗅ぎつけた暗御留燃阿により「1人の生徒と極秘でインストラクター契約を結ぶのはえこひいき。このことが知れたら大変なことになる」と脅され、ギュービッドと距離をおくようになる。その後も暗御留燃阿に脅され続け、王立魔女学校を退職してしまう。退職後は放浪の旅を続け、1巻でギュービッドと再会した時には低級死霊である羅門ルルから生け贄を受け取るほど落ちぶれていた。
7巻では、魔界指名手配黒魔女となってしまったチョコやギュービッドにいったんは協力するものの、ギュービッドが捕らえられる前にレオナール伯爵にそそのかされてチョコたちを裏切った。しかし、最後には改心してギュービッドを救った。13巻で魔界の週刊誌「週刊魔女自身」により、死の国の貴族・ヨークシャー公の一人娘ワッフという婚約者がいることが判明する。
※羅門 ルル（らもん ルル）
第一小5年1組に、父の仕事の関係で一ヶ月しかいられない転校生として現れたミステリアスな少女。
クレオパトラカットの髪にナタ・デ・ココのような肌、アーモンド形の目のかわいらしい容姿をしており、エロエースからは好意を持たれていた。「アムール・ド・パトゥ」という香水を付けている。家は、エロエースいわく大円寺というお寺の隣のエステティックサロンらしい。
しかし、その正体はエクソノームの弟子である死霊である。実際はかなり気が強く、エクソノームに与えられた「骨の逆十字架、一ヶ月ごとに場所を変えて生け贄を差し出す」という課題を当然のようにこなすなど冷酷な性格。
可愛い容姿ゆえに男子から注目されていたため、舞や百合にいじめられていた。自分をいじめた舞や百合を仕返しも兼ねて生け贄にしようとするが、チョコとギュービッドに生け贄の差し出しを止められ、結局一ヶ月もせずに5年1組からいなくなった。
9巻にて幻影として再登場し、クラス写真に写してもらうと同時に、以前生贄の差し出しの邪魔をしたチョコを倒そうとした。結局、後者の目的は果たせなかったが、前者はチョコによって叶えられた様子。また、舞や百合にいじめられている時に庇ってくれたエロエースには感謝していることを話した。
12巻では、死霊が魔女学校へ入学できる唯一の方法である魔神第一階級の貴族の推薦状を手に入れるため、ラティンスカ男爵家の令嬢であるマリーの後をつけていた。交換条件としてニイカから提示された魔ッチの調達をこなし、エクソノームに死の国の魔女学校へ推薦してくれるよう依頼する旨の手紙をマリーに書いてもらう。
その後、死の国王立魔女学校への入学が認められ、16巻では薬草園係（4月までは見習い）としてチョコとギュービッドの前に現れた。チョコやギュービッドを「黒鳥さん」「ギュービッド様」と丁寧に呼び敬語で話す等、1、9巻の時と比べて態度が劇的に変化している。
マリー・ラティンスカ
死の国の魔神第一階級、ラティンスカ男爵の長女で、五人きょうだいの一番上。
しかし突然、ラティンスカ家が没落してしまい、死の国の王立魔女学校の生徒だったマリーも修行どころではなく落第。修行が足りないということで火の国王立魔女学校で行われた冬期講習に参加し、チョコやニイカと出会う。
14巻ではひょんなことから楠木こころ、七福亭笑多に自分が呼び出されたと勘違いし、いつも持ち歩いている「魔ッチ」という魔界グッズを人間界で売るために第一小のウサギ小屋に出現。本当は呼び出されたわけではなかったため、本来ならば魔界に送り帰されてしまうところを、ギュービッドの厚意により「短期留学」として人間界にとどまることを認められる。15巻では生徒会長選挙で舞を当選させるための作戦として合わせ鏡魔法を使うが、その際に名前を「魔唯」と偽ったため、マルディータの塔に吸い込まれてしまう。しかし、その後チョコの活躍により無事生還した。
ジャック・オウ・ランタン
エクソノームの家来であるカボチャの三兄弟。しゃべるたびに語尾に自分たちの名前をつける。
赤い蝶ネクタイを付けているのがジャック、黄色い蝶ネクタイを付けているのがオウ、青い蝶ネクタイを付けているのがランタンである。

## 涙の国の関係者
※ビアヘロ
学生時代のギューバッドとメリュジーヌが出会った、旅人風の男（「ビアヘロ」とは火の国と悪霊の国の言葉では「旅人」という意味らしい）。
名物の「ネコ祭り」を見るために火の国を訪れていたところ、ギューバッドの勘違いがきっかけで魔界警察に捕まってしまった。その後同じく魔界警察に捕まったギューバッドとメリュジーヌとともに脱獄の計画を立てるが、その計画の最中に悪霊の国の「ニーニョ・ネグロ探し」に巻き込まれてしまい、ギューバッド、メリュジーヌとともに悪霊の国に行くことになる。
ギューバッドやメリュジーヌらとともに悪霊の国の王・ラムエルテと戦い、戦いの終結後は死の国へ向かった。
彼自身はギューバッドを主人公とした外伝「黒魔女の騎士ギューバッド」シリーズのみに登場する人物だが、本編の16巻に彼の関係者と思われる人物が登場している。
※エグジリ
学生時代のギューバッドとメリュジーヌが出会った、涙の国の黒魔女。ぼろ毛布のような布をまとった老婆。
ギューバッドやメリュジーヌに出会う50年前、当時6歳だった一人息子・ギジェルモが悪霊の国の男にさらわれてしまい、息子を取り戻すために涙の国と悪霊の国の国境にある「カンタレラの森」に入った。しかし、森が深すぎて悪霊の国にたどり着くことはできず、涙の国に戻ることもできず、以来50年間カンタレラの森をさまよい続けていた。
カンタレラの森に入ったギューバッドとメリュジーヌに出会い、息子を取り戻すため、悪霊の国の王・ラムエルテを倒そうとしていた2人に協力することを決める。しかし、その後そのラムエルテこそがさらわれてしまった息子・ギジェルモであることを知り、悪行をやめるよう彼を説得する。
その後、説得により改心したかに見えたラムエルテとともに別荘で暮らしていたが、実際はラムエルテは改心しておらず、裏切られてしまう。
最後はラムエルテの軍とサンタフスタ黒騎士団との戦いの中をギューバッドらによって助け出された。

## 悪霊の国の関係者
※ラムエルテ
ギューバッドやメリュジーヌが火の国王立魔女学校の生徒だった時代の、悪霊の国の王。やせた小柄な老人。
男しかいないとされる悪霊の国に入り込んでしまった女を殺害したり、よその国の子供をさらって悪霊の国の騎士として育成したり、悪霊の国と対立する魔妖精を迫害するなど、残酷な政治を行っている。
その正体はエグジリの生き別れた息子・ギジェルモ。涙の国出身の少年だったが、6歳の時に悪霊の国にさらわれてしまい、それまでの記憶をすべて消されたうえで悪霊の国の王に即位させられた。「黒魔女の騎士ギューバッド」3巻にて50年ぶりにエグジリと再会し、それまでの自分の悪行を反省するようなそぶりを見せたが、それは演技であり、最後には再びギューバッドやメリュジーヌを殺害しようとした。
※ヴェルドレ
ラムエルテに仕える「サンタフスタ黒騎士団」の団長。フルネームはヴェルドレ・デ・インフィエルノ。黒髪を刈り上げた長身の騎士。
ラムエルテの前では男としてふるまっているが、本当は他の団員と同様、間違って悪霊の国にさらわれてきてしまった女である。間違って悪霊の国にさらわれてきた女の子達をかくまい、表向きは男としてふるまわせながらサンタフスタ黒騎士団の団員として育成している。
「黒魔女の騎士ギューバッド」1巻にて、サンタフスタ黒騎士団の団員が全員女だという秘密をラムエルテに知られてしまったこと、ラムエルテと戦うためには偶然悪霊の国に紛れ込んだギューバッドとメリュジーヌの力が必要であることを占いによって悟り、2人に協力を要請する。
ラムエルテとの戦いの終結後は涙の国に行ったようである。
※ゴンサロ
サンタフスタ黒騎士団第六隊長。フルネームはゴンサロ・デ・カルモナ。金髪のロングヘアを持つ若い騎士。
戦闘経験がそれなりにあり、魔剣の腕は確かだが、他のサンタフスタ黒騎士団の団員達と同様に黒魔法が使えない。ギューバッドやメリュジーヌが黒魔法を使う姿を見て、サンタフスタ黒騎士団も黒魔法を使えるようになったらラムエルテとの戦いを避けられるのではないかと考え、2人に黒魔法を教えてほしいと頼む。
ラムエルテとの戦い終結後の様子は不明だが、「魔女学校物語」3巻にて、メリュジーヌが研究生時代にゴンサロからもらった手紙を大切に持ち続けている描写があることから、メリュジーヌとの交流は続いていたようである。
※フレデラー
サンタフスタ黒騎士団第六隊小隊長。黒髪を真ん中分けにしている若い騎士。
ギューバッドやメリュジーヌをサンタフスタ黒騎士団を窮地に陥れた者として敵視しており、2人に協力を求めるヴェルドレやゴンサロにも疑問を持っていた。しかし、戦いの中で協力し合ううちに少しずつ心を通わせるようになっていく。
マリス・エリス
サンタフスタ黒騎士団団員。双子のようにそっくりな顔をしている、子供の団員。黒髪を刈り上げているほうがマリス、肩まで金髪を垂らしているほうがエリスである。
他の団員達とは違い、最初からギューバッドやメリュジーヌに対して攻撃的な態度ではなかった。黒魔法を使って任務を手伝ってくれたメリュジーヌになついており、自分も黒魔法を使えるようになりたいと思っていた。「黒魔女の騎士ギューバッド」3巻でメリュジーヌが開いた悪霊の国王立魔女学校に入学し、熱心に勉強していた。

## その他の魔界の人物
※グラシュティグ
すべての黒魔女を監視し、支配する組織「黒魔女しつけ協会」の会長。
冷静で公平を重んじる性格だが、悪いことをした黒魔女に対してとても厳しいことでも有名である。ティアーの母親で、火の国の国王プルトンの妹君。
※アグリッパ
黒魔女しつけ協会から全国のインストラクター黒魔女たちの元へ定期的に派遣される「巡回魔法使い」。
派遣先のインストラクター黒魔女の弟子の指導方法などを調べたり、アドバイスをしたりしている。しかし、ネチネチと文句をつける嫌味な性格のため、黒魔女たちから恐れられている。ピノキオのような長い鼻が特徴。
悪魔 情（あくま じょう）
魔界の情報屋。お尻にしっぽが付いた小さな悪魔。
いつも「悪魔が苗字で、情が名前ね。そこんとこ、よろしく!」と言いながら登場する。
慌て者で失敗が多いが、そのたびに「このことは秘密にしておいてください。でないと情報屋クビになっちゃうんで」と言う、都合のいい性格。
7巻にて華道亜沼をつかまえたおかげで、黒魔法使い2級に上がった。
ロリポップ・ココア
三頭身で、きぐるみのような外見をした双子の姉妹。
姉妹で「ロリポップ・ココアのお菓子屋さん」という店を営んでいる。しゃべり方がセレブっぽく上品だが、中身はそうではない。
ピンクの服を着ているのがロリポップで、ブルーの服を着ているのがココアである。(キャラブックによれば時々入れ替わる)
魔裂死（まさし）
「オモテダケ」という占いの館を経営している占い師。
メリュジーヌとは彼女が魔女学校の生徒だった時からの知り合いである。予知能力があり、ギューバッドや桃花・ブロッサムが王立魔女学校を途中でやめること、ティカとメリュジーヌ、ギューバッドの3人がおばあさんになった時に再会を果たすことなどを事前に予言していた。
レイ・アクティル
火の国の王子アガレスと国王プルトンの側近。美青年だが、ナルシスト。
4巻で大形が火の国をのっとった際には大形の側近として活躍した。大形に洗脳されてしまい、大形が王子になった時から性格が悪くなってしまった。大形の失脚後王宮から追放させられかけたが、レオナール伯爵に「忠誠を誓えば、スパイの仕事を与えよう」と言われウィル・レイスの代わりに王宮のスパイになった。しかし伯爵の思想に疑問を感じ、7巻の最後では伯爵を裏切った。
華童 亜沼（かどう あぬま）
人間界と魔界を結ぶ正門の番人。
普段は「緑のおねえさん」として通学路で交通安全を守っていたが、実は男である。その目的はチョコの監視だった。
フリルが好きで、オシャレにも詳しい。 7巻でチョコが着ていたタータンチェックゴスロリは彼のものである。
玖龍 恋（くりゅう れん）
魔界警察の特別捜査官。
チョコを監視するために、保健室の先生・中島未来として人間界に入り込んでいた。しゃべり方が高飛車。
火の国王立魔女学校と対立していた私立ブラックウィッチ学園の出身で、ギュービッドをライバル視している。
聖水十字架（せいすいくろす）
暗御留燃阿の弟の吸血鬼。一人称は「僕」。
優秀な姉に対して強い劣等感を抱いていたために歪んだ性格になってしまった。しかしギュービッドによると、泣き虫で弱虫であったが根は優しいらしい。
血を吸うことにより吸った相手の能力と性格を得て、さらに血を吸った相手を操る。 8巻にてギュービッドに黒魔法決闘を申し込み、その際にショウと出雲、夢野永遠の血を吸ったが、それをチョコに逆手に取られてしまい魔界へ帰って行った。
いつも使い魔であるキツネのこっくりを連れており、こっくりが奏でる笛の音を利用して血を吸う相手を自身のもとに引き寄せている。
こっくり
聖水十字架の使い魔であるキツネ。
まんじゅうに目がない。尻尾が笛になっており、その音色を聞いた相手を十字架のもとへ引き寄せる。
クルー
ギュービッドの母専用の「魔界伝書バト」。 高速で飛行し、五分もあれば人間界まで行くことができる。悪魔情よりも優秀だが、重いものは運べない。
※レオナール伯爵
魔神第一階級の貴族で、私立ブラックウィッチ学園の理事長。
4巻の大形の事件の影響で火の国王のプルトンの力が弱まったため、7巻では王の代わりに政治を行っていた。国の重要な仕事はすべて私立ブラックウィッチ学園の卒業生や関係者に回し、いずれ火の国の黒魔女すべてを自らが理事長を務める学園の卒業生になるようにするため、王立魔女学校を潰し黒魔女を支配するという企みを持っていた。
彼の娘であるラミにインストラクター黒魔女として暗御留燃阿がついていた時期があり、ラミがハロウィーンの晩に行われるサバトで女王になれたら、暗御留燃阿を黒魔女総監督官に昇進させる約束をしていた。
黒魔女や魔神の弱みに付け込みたくさんの手下を抱え、王立魔女学校を潰そうと計画を立てたが、最後にはチョコの活躍により、悪だくみがばれ捕まった。
※ロベ・ル・プティ
魔界の異端審問官。人間界では惑生交番に勤務する炉部巡査となり、チョコを監視していた。
「ダメ黒魔女は切り捨てる」がモットー。かつては「あ、くま」、日芳向日葵、ソンセミーシャ（園井ミサ）のインストラクターでもあったがいずれも修業の途中で捨てている。
自分に従わない黒魔女を異端として始末して、火の国の黒魔女すべてを支配下に置き、火の国国王・プルトンに代わって王になり、やがては死の国、涙の国も支配するという計画を持っていた。チョコやギュービッド、ティカなどの火の国王立魔女学校関係者を異端黒魔女として裁き、火あぶりの刑にかけようとしたが、手下のスノー魔に裏切られ、食べると赤ちゃんになってしまうアイスキャンディー「赤ん棒」を食べてしまったため、計画は達成されなかった。

※ゴドブリ
ギューバッドとメリュジーヌが学生時代に出会った魔妖精の男。悪霊の国によって迫害されたサポス族の長。
仲間を殺害し、住処や黒魔法までもを奪った悪霊の国に激しい憎悪を抱いている。
サポス族の迷宮に罠を仕掛けて、ラムエルテにより送られてきた悪霊の国の騎士たちを殺害し、さらに死んだ彼らに呪いをかけて「霧のガイコツ」という亡霊にし、悪霊の国の騎士たちと同士討ちをさせ、そこで死んだ騎士たちにもまた呪いをかけて霧のガイコツにするという仕組みを作り、悪霊の国の騎士を減らし、自分たちサポス族の守備兵を増やしていた。
迷宮に入り込んだギューバッドらをラムエルテの手下とみなして殺害しようとするが、ギューバッドらもラムエルテと戦おうとしていることを知り、彼らに協力することを決める。
ラムエルテとの戦いの終結後は涙の国に行ったようである。

※サウジーネ
黒魔女の黒魔女による黒魔女のための進学塾 ノアルソルシエール学校の塾長。
七歳で悪魔の秘法をマスターし、八歳で黒魔法のすべての呪文を習得。十歳にして死の国王立大学の入試問題を解いた。
インボルグのサバトで、ハイ・プリーステスを勝ち取るために、暗御留燃阿と大形京を破滅させようとたくらんだ。
マダム天天
アニメ版のオリジナルキャラクター。
トン魔
アニメ版のオリジナルキャラクター。豚の姿をしている。
おさき魔ックラ
アニメ版のオリジナルキャラクター。
くちびるちゃん
アニメ版のオリジナルキャラクター。
ひとみちゃん
アニメ版のオリジナルキャラクター。
ダル魔
アニメ版のオリジナルキャラクター。「だるまさんが転んだ!」が口癖。